# Канштейн, Пауль
Пауль Эрнст Канштейн (нем. Paul Ernst Kanstein; 31 мая 1899, Шварценау, Германская империя — 7 сентября 1981) — немецкий юрист, бригадефюрер СС, начальник отделений гестапо в Берлине и Ганновере.

## Биография
Пауль Канштейн родился 31 мая 1899 года в семье евангелического пастора Генриха Канштейна. После Первой мировой войны изучал право. С 1925 года находился на государственной службе в Шнайдемюле, а с 1927 года был служащим в муниципальном отделении правительства в Кёнигсберге. С декабря 1929 года был женат. В браке родилось четверо детей.
1 мая 1933 года вступил в НСДАП (билет № 2306733). В июле того же года был зачислен в ряды СС (№ 189786). Впоследствии служил в гестапо в Кёнигсберге, а с декабря 1934 года — в гестапо Оснабрюка. С июня 1935 года был начальником гестапо в Ганновере. С октября 1937 года возглавлял гестапо в Берлине, а в 1939 году формально был назначен начальником полицейским президентом в Берлине.
После немецкой оккупации Дании с 12 апреля 1940 по 28 августа 1943 года являлся уполномоченным имперского министерства иностранных дел по вопросам внутреннего управления и был имперским представителем Третьего рейха при датской гражданской администрации. По словам Иоахима фон Риббентропа, в задачи Канштейна на посту в Копенгагене входили наблюдение за деятельностью органов внутренней администрации в Дании, включая полицию и городские администрации, а также соблюдение мер безопасности в случае действий датских властей по отношению к оккупационым силам. В июне 1942 года был повышен до бригадефюрера СС и после службы в Дании был назначен полицейским президентом в Ганновере. В ноябре 1943 года Канштейн стал руководителем военной администрации в Италии.
С осени 1938 года принадлежал к оппозиционному кругу в лице будущих заговорщиков Франца Гальдера, Эрвина фон Вицлебена и Вольф-Генрих фон Хелльдорфа. После провала покушения на Гитлера в июле 1944 года был арестован, но казнён не был из-за вмешательства Вильгельма Штукарта и потом вернулся на свой пост в Италии.

### После войны
После окончания войны был интернирован и прошёл денацификацию. Затем жил в своём родном городе Шварценау. Умер в 1981 году в Австрии.
В 1947 году составил отчёт о Вернере Бесте, в которым охарактеризовал бывшего рейхскомиссара.